# 国維会
国維会（こくいかい、旧字体：國維會）は、1932年（昭和7年）から1934年(昭和9年）にかけて存在した日本の右翼系政治団体。

## 概要
1932年（昭和7年）1月に私塾「金鶏学院」の安岡正篤とその支持者を中心として設立。発起人に荒木貞夫・後藤文夫・近衛文麿、理事に酒井忠正・岡部長景・吉田茂（内務官僚、戦後の首相とは別人）・松本学ら華族・官僚・軍人が名を連ねた。機関紙『国維』を発行。満洲事変後の国家主義思潮の高まりに乗じて、日本精神に根ざした国政革新計劃の樹立と、人材の糾合を目的とした。いわゆる新官僚（官僚主導の政治改革を企図した内務官僚を中心としたグループ）が数多く参加し、活動の中心となる。同年の斎藤内閣に後藤が農相に就任、「農山漁村経済更生運動」を指導したのを始め、続く岡田内閣でも後藤文夫・吉田茂（内務官僚、戦後の首相とは別人）・廣田弘毅・河田烈ら会員が入閣し、内閣書記官長の吉田茂（内務官僚、戦後の首相とは別人）を中心として「国策審議機関案」（この案に基づき後に内閣審議会と内閣調査局（企画院の前身）が生まれる）が作成された。
しかし、こうした会員の進出は、同会が「政界の黒幕」や「新官僚の母体」であるといった見方を広げ、また陸軍統制派との繋がりを噂されたこともあり、これらの疑惑を解消するため1934年（昭和9年）12月に解散声明を発表、表面的な政治団体としての活動にピリオドを打った（理事会は朝飯会と呼ばれる団体に改組された）。